# Іоанніс Колетіс
Іоанніс Колетіс (грец. Ιωάννης Κωλέττης; 1773 або 1774 — 17 вересня 1847) — грецький політичний діяч, за походженням волох.

## Життєпис
Пройшовши курс медицини в італійських університетах, став лікарем Алі-паші янінського, й на цій посаді зав'язав тісні стосунки з багатьма албанцями.
1821 року, коли почалась Грецька революція, він підбурив заколот у себе на батьківщині, а після його провалу переїхав до Мореї, де командував загоном інсургентів.
1822 року Колетіс був депутатом Перших Національних зборів, брав участь в опрацюванні епідаврської конституції, а потім, 1824, став de facto главою тимчасового уряду, офіційним головою якого був Георгіос Кундуріотіс.
1827 року ворожо налаштований проти Колетіса Александрос Маврокордатос поклав на нього обов'язки з підготовки та проведення оборони Аттики та Евбеї проти турків, чого, однак, Колетіс здійснити не зміг, попри отриману ним блискучу перемогу при Каристосі (на Евбеї).
На тройзенських Зборах (1827) палко відстоював обрання Каподистрії, який після прибуття до Греції призначив його членом панелленіону (державної ради). Невдовзі, однак, ще за життя Каподистрії, Колетіс, який не відзначався твердістю й певністю політичних переконань, перейшов до опозиції та виступив як голова французької партії, що мала назву синтагматиків.
До періоду анархії, що настав після вбивства Каподистрії, належить найблискучіший період діяльності Колетіса. Спочатку Сенат призначив його разом із Августиносом Каподистрією та Теодоросом Колокотронісом членом тимчасового уряду. Але оскільки Августинос Каподистрія, обраний після того президентом, і його прибічник Колокотроніс, не визнавали тимчасового уряду, то Колетіс виявився на чолі тимчасового уряду, який багато хто, особливо в Румелії (де Колетіс був досить популярним), визнавав законним.
Колетіс керував військовими діями у братерській війні, що призвела до падіння Августиноса Каподистрії. В новому тимчасовому уряді (комітет п'яти), призначеному сенатом, Колетіс опинився у рішучій меншості. Спритним дипломатичним маневром він зумів вивести його з-під впливу Колокотроніса й перетворити на комітет семи, в якому став головним.
Коли 1833 року до Греції нарешті прибув король Оттон, Колетіс, який неохоче погодився на його обрання, зумів прилаштуватись до нового керівництва. Стоючи на чолі французької партії, Колетіс продовжував ворогувати з Маврокордатосом, головою англійської партії. Спочатку він входив до різних міністерських комбінацій, потім був посланцем у Парижі, поки революція 1843 року не покликала його на батьківщину, де невдовзі (1844–1847) він став міністром-президентом. За його міністерства почались особливі фінансові складнощі Греції.